# Mazda MXR-01

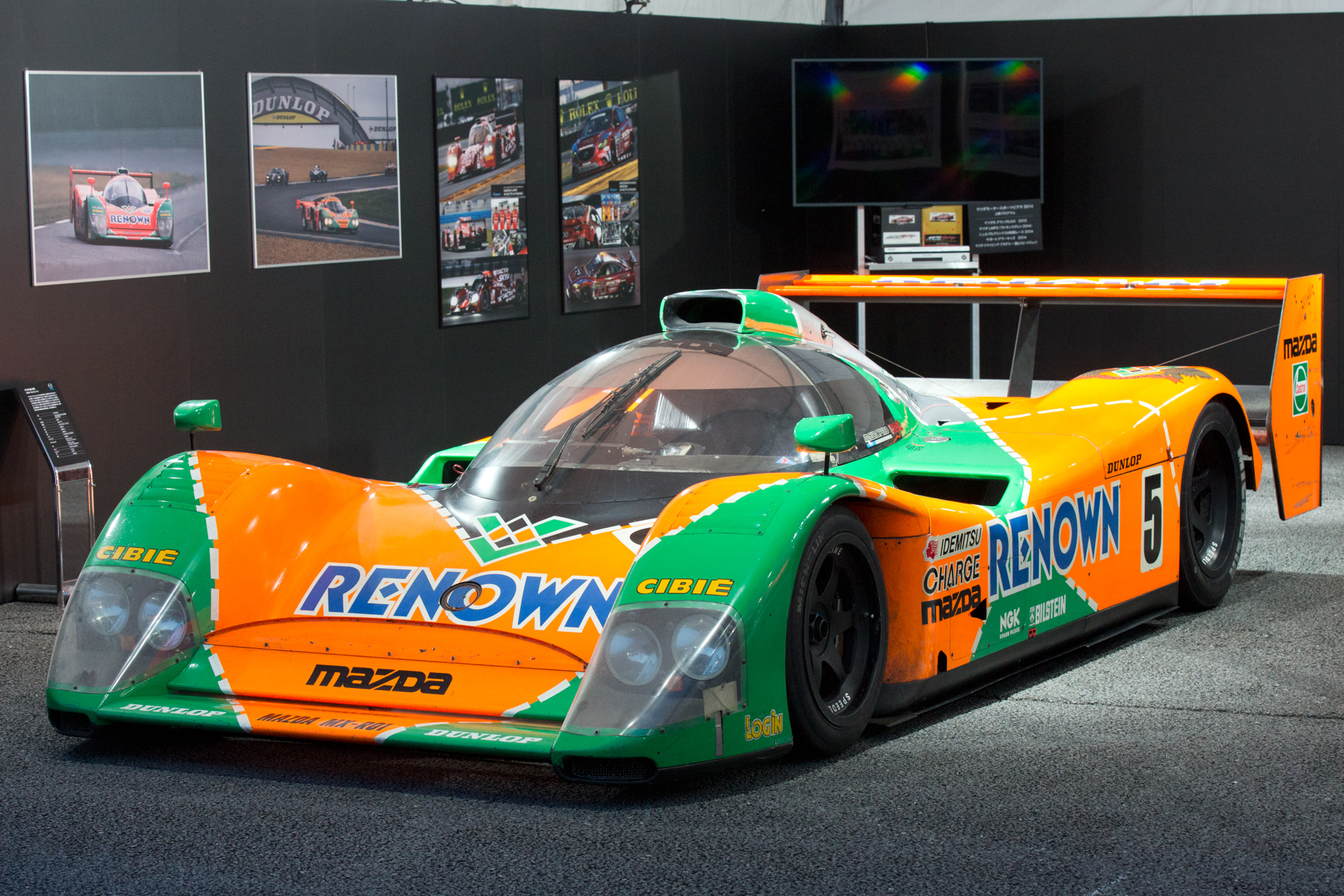
Exhibición de un Mazda MXR-01 en la ronda 5 del Campeonato Mundial de Resistencia 2014, en el autódromo Fuji Speedway

El Mazda MXR-01 fue un prototipo del Grupo C usado por el equipo oficial Mazdaspeed, para la temporada 1992 del Mundial de Resistencia.
Mazda ganó las 24 Horas de Le Mans de 1991 con 787B, que poseía un motor rotativo. Sin embargo, la reestructuración del campeonato en 1992 los obligó a abandonar esos motores que terminaron siendo prohibidos. Debían usar motores V10 atmosféricos similares a los de Fórmula 1. Mazda no tenía más motores que sus rotatorios y si los tuvieran, de paso tenían que diseñar un nuevo auto.
Mazda compró un motor Judd GV10 que se utilizó en el mundial de Fórmula 1 de 1991, y se renombraron como Mazda MV10.
Para el chasis recurrieron a Tom Walkinshaw Racing, quienes trabajaron con Jaguar hasta su salida del mundial a fines de 1991, y usar los XJR-14 cuales habían ganado el mundial de ese mismo año, y Mazda lo renombró como MXR-01.
Desafortunadamente después de 1991, el auto no se actualizó y Mazda tampoco tuvo un entendimiento técnico como para desarrollarlo y ponerse a la par de los Peugeot y Toyota como lo hicieron en 1992. El motor Judd también fue considerado inferior comparado con el de los otros equipos.

## Carreras
Mazda terminó tercero en el campeonato de 1992, con el mejor resultado un segundo lugar en los 500 km de Silverstone. En Le Mans, el equipo lideró brevemente en una carrera bajo lluvia y secundando a los Peugeot, pero después que terminara la lluvia, Peugeot los superaría nuevamente y terminarían en 4.ª posición. El resto de la temporada sólo corrió con un auto, exceptuando los dos en Le Mans.
En Japón, Mazda corrió con un MXR-01 en el Japonés de Prototipos, que también fue inútil, terminado segundo en el campeonato por equipos y tuvo sólo dos competidores, Toyota y Nissan.